# Medicine Lake (Montana)
Medicine Lake é uma cidade  localizada no estado americano de Montana, no Condado de Sheridan.

## Demografia
Segundo o censo americano de 2000, a sua população era de 269 habitantes.
Em 2006, foi estimada uma população de 223, um decréscimo de 46 (-17.1%).

## Geografia
De acordo com o United States Census Bureau, a cidade tem uma área de 1,1 km².

## Localidades na vizinhança
O diagrama seguinte representa as localidades num raio de 36 km ao redor de Medicine Lake.